# Kanton La Chapelle-d'Angillon
Kanton La Chapelle-d'Angillon (francouzsky Canton de La Chapelle-d'Angillon) je francouzský kanton v departementu Cher v regionu Centre-Val de Loire. Tvoří ho pět obcí.

## Obce kantonu
- La Chapelle-d'Angillon
- Ennordres
- Ivoy-le-Pré
- Méry-ès-Bois
- Presly